# صنع في الصين 2025
الخطة الصينية التصنيعية 2025 (بالصينية: 中国制造2025)؛ (بالإنجليزية: Made in China 2025)‏‏ هي خطة استراتيجية للصين أصدرها رئيس الوزراء الصيني وحكومته في مايو 2015.

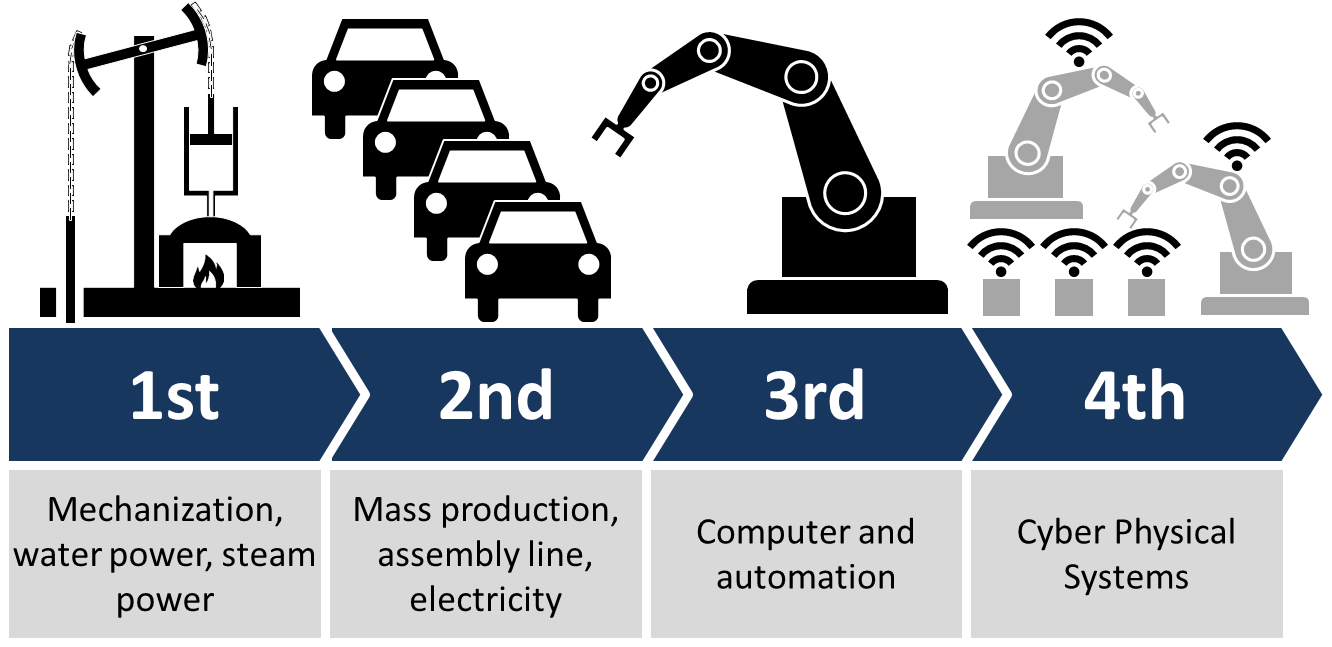
مفهوم الثورة الصناعية الرابعة

مركز الدراسات الاستراتيجية والدولية يصفها بأنها «مبادرة للارتقاء الشامل بالصناعة الصينية» بإلهام مباشر من خطة الصناعة 4.0 الألمانية. وهي محاولة لترقية الصناعة في البلد على سلسلة القيمة.
الأهداف تتضمن زيادة المحتوى المحلي من المواد الأساسية إلى 40% بحلول عام 2020 و 70% بحلول عام 2025.
وتركـّـز الخطة على مجالات التكنولوجيا المتقدمة بما فيها صناعة الصيدلة التي هي حالياً حكرٌ على الشركات الأجنبية.
ويعتقد مجلس العلاقات الخارجية أن تلك الخطة هي «تهديد وجودي حقيقي للريادة التكنولوجية للولايات المتحدة». وتصر الحكومة الصينية الصناعية والتجاري أن الخطة تتسق مع التزامات الصين تجاه منظمة التجارة العالمية.

## البداية

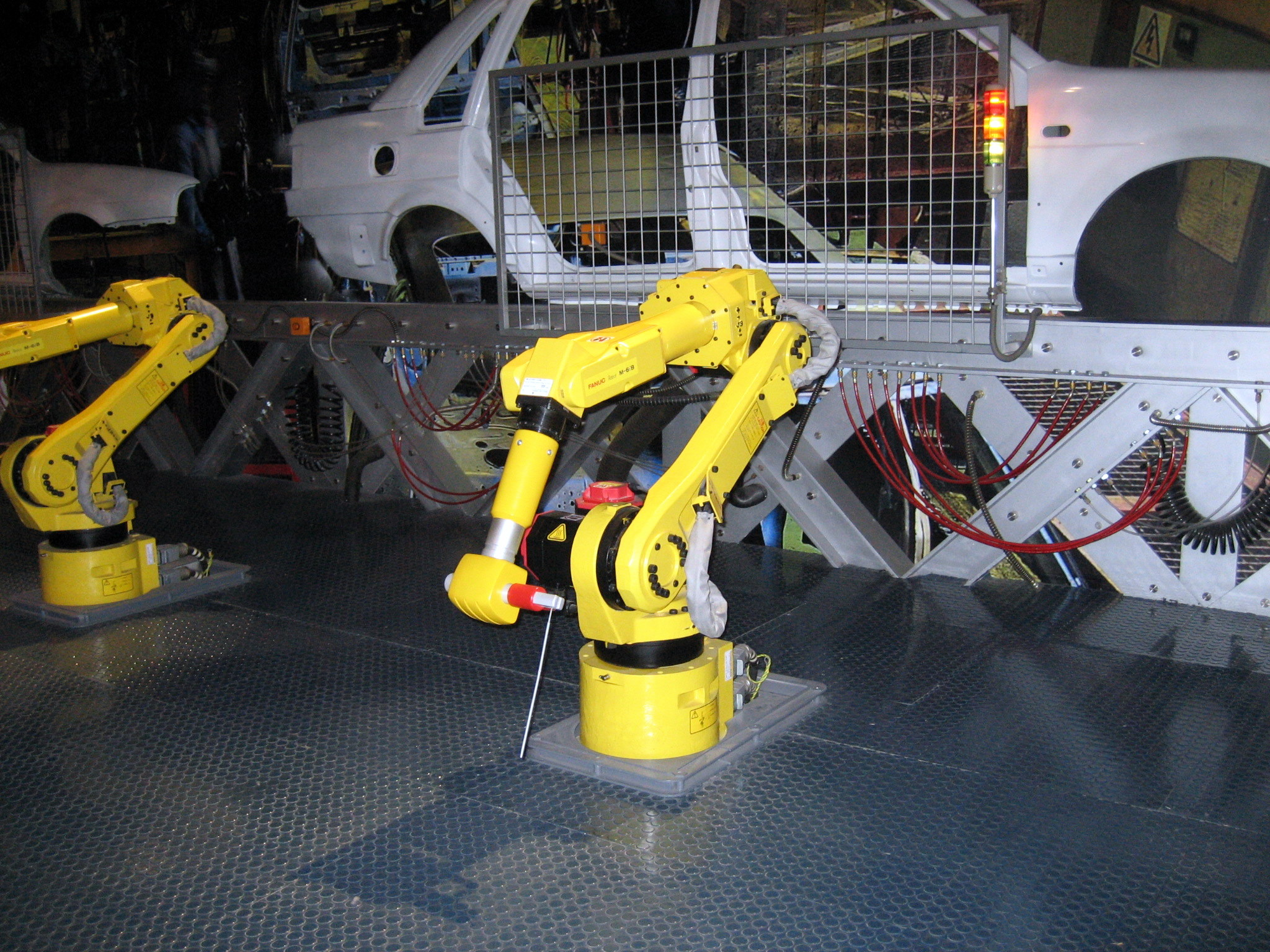
روبوت مدرجة كتكنولوجيا أساسية للارتقاء الصناعي. الصورة تبين روبوتات في متحف شانغهاي.

صياغة الخطة الاستراتيجية تحت مسمى “صنع في الصين 2025” ارتكزت، في الأساس، على ثلاث اعتبارات:
1. استجابة للجولة الجديدة من ثورة العلوم والتكنولوجيا العالمية والتغير الصناعي؛
2. بعد الأزمة المالية العالمية، شهدت جميع الدول مناحٍ جديدة في التطوير والتصنيع؛
3. التصنيع في الصين لديه، بالفعل، سمعة تنافسية في جميع أنحاء العالم، تحتم اعتبارات تكاملية في العديد من المجالات الهامة.

## المدن التجريبية للخطة 2025
المدن الرائدة التجريبية هي أحد الإجراءات لتنفيذ خطة “صنع في الصين 2025”. عرض المشاريع الرائدة في خطة «صنع في الصين 2025» في عناقيد من المدن هو استكشاف هام لخلق بيئة مواتية للتحول والارتقاء بالصناعات المختلفة. وهي نقطة بداية هامة لترويج تنفيذ نظام «صنع في الصين 2025»، كما أنها مواتية لحشد القدرات المحلية المطلوبة. المبادرة والإبداع واستكشاف أنماط وسبل جديدة للتحول والارتقاء بالصناعات المختلفة في ظل معايير جديدة، والترويج المشترك لنظام «صنع في الصين 2025»، والترويج للجودة وكفاءة التصنيع في المناطق الأخرى من الصين، من خلال العرض والترويج.
أول مدينة رائدة تجريبية لخطة «صنع في الصين 2025» هي نينغبو.
كأحد الإجراءات لتنفيذ مبادرة «صنع في الصين 2025»، فالمدينة الرائدة التجريبية، مبدئياً، لا تستهدف أرقاماً معينة. وبالإضافة إلى نينغبو، فهناك 30 مدينة صينية تقدمت بعروض لتصبح مدن رائدة تجريبية.